# Gurkha-Krieg
Der Gurkha-Krieg (auch Anglo-nepalesischer Krieg) war ein 1814 bis 1816 militärisch ausgetragener Konflikt zwischen dem Königreich Gorkha und der Britischen Ostindien-Kompanie.
Gorkha war ein kleines Fürstentum im westlichen Nepal und ist Namensgeber der heutigen Distriktes. Dieses Fürstentum dehnte sein Einflussgebiet immer weiter aus und vereinte etwa 50 Fürstentümer unter Prithvi Narayan Shah zum Königreich Gorkha (1768). Durch ihr Vordringen nach Süden trafen die Gorkhali, wie sie sich selbst nannten, auf den Machtbereich der Britischen Ostindien-Kompanie, die nach Norden drängte. Die Gorkhali hatten mit den Briten und Avadh eine etwa 800 Meilen lange, ungenau festgelegte Grenze, die zu häufigen Streitigkeiten Anlass gab. Unter Earl Minto wurde angekündigt, die umstrittenen Gebiete notfalls mit Gewalt zu besetzen, und als Francis Hastings das Amt des Generalgouverneurs übernahm, wurde diese Drohung wahr gemacht. Die Briten besetzten die Gebiete, die von den Gorkhali geräumt wurden.

## Verlauf
Mit Einsetzen der Regenzeit zogen die Briten ihre Truppen ab, worauf die Gorkhali die Gebiete wieder besetzten und dabei einige Polizisten töteten. Hastings entschied sich für ein militärisches Vorgehen, auch wenn es wegen der Gefahr, die noch von Maratha ausging und der Kosten einige Gegenstimmen gab.
Als das Wetter es erlaubte, setzte Hastings vier Kolonnen in Marsch, die aber auf starken Widerstand stießen. Die 3.500 Mann unter Generalmajor Robert Gillespie verloren 740 Mann bei dem Versuch, ein kleines Fort bei Kalanga einzunehmen. Gillespie selber wurde beim ersten Angriff getötet. Einen Monat später gelang es den Gorkhali sogar, die Briten und ihre Sepoys in die Flucht zu schlagen. Gillespies Kolonne hatte inzwischen ein Drittel ihrer Mannstärke verloren, und der weitere Vormarsch wurde aufgegeben. Zwei weitere Kolonnen kamen ebenfalls nicht vorwärts, und Generalmajor John Wood entschied im Januar 1815, seine 4000 Mann nicht weiter vorgehen zu lassen.
Generalmajor Marley sollte mit 8000 Mann im Osten auf Kathmandu vorrücken und erzielte auch einen Anfangserfolg, stellte dann aber für den Dezember seinen Vormarsch ein, um auf Verstärkung zu warten. Als zwei in einiger Entfernung eingerichtete Vorposten von Gorkhali überrannt wurden, begannen Marleys Sepoys zu fliehen. Marley, der inzwischen über 12.000 bis 13.000 Mann verfügte, zog sich zur Grenze zurück und blieb einen Monat tatenlos. Am 10. Februar verließ er seine Truppen und wurde deswegen seines Kommandos enthoben.
Nur David Ochterlony hatte in der Gegend des Satluj Fortschritte erzielen können, die Moral der Briten war daher angeschlagen.
Hastings erhöhte im Anfang 1815 die Zahl der eingesetzten Soldaten auf 40.000, denen 12.000 Gorkhali gegenüberstanden. Dies war der Großteil der verfügbaren Truppen und im Falle eines Angriffs der Marathen, Sikhs oder Pindari wären die Briten in Schwierigkeiten geraten.
Im Frühling 1815 machte Ochterlony Fortschritte. Er vermied es, die Forts der Gorkhali direkt anzugreifen, sondern baute Straßen, auf denen die Artillerie herangeführt werden konnte. Mit dieser gelang es ihm, die Sperren und Forts zu beseitigen und die Gorkhali zum Angriff zu zwingen. Einer neuen Expedition unter Colonel Jasper Nicolls gelang es, Almora einzunehmen und so die Truppen der Gorkhali unter Amar Singh von Nepal abzuschneiden. Amar Singhs Soldaten desertierten in großen Zahlen, und er war gezwungen, sich zu ergeben.
Hastings füllte aus desertierten Gorkhali, die die Engländer als Goorkhas oder Gurkhas bezeichneten, bestehende Bataillone auf, die Teil der Armee der Britischen Ostindien-Kompanie wurden. Im November wurde ein Vertrag unterzeichnet, in dem die Gorkhali auf die umstrittenen Gebiete verzichteten, große Gebiete des Terai und alle westlich des Kali eroberten Gebiete an die Briten abtraten sowie einen britischen Residenten in Kathmandu akzeptierten.
Der Gorkhali-Hof wies die Bedingungen allerdings zurück, weshalb im Frühjahr 1816 die Kämpfe wiederaufgenommen wurden. Ochterlony drang mit 20.000 Mann auf Kathmandu vor und schlug am Chuviaghati Pass ohne Kampf eine Streitmacht der Gorkhali zurück. Wenige Tage später, im März, wies er einen Angriff der Gorkhali ab, und das Königreich nahm den Vertrag an.
Gorkha blieb ein unabhängiges Königreich und nahm später den Namen Nepal an, der einst nur für das Kathmandutal gebräuchlich war. Die von Ochterlony erstmals aufgestellten Gurkha-Bataillone sind noch heute ein Teil der Britischen und Indischen Armeen.